# Delphine François
Pour les articles homonymes, voir François.
Delphine François, née le 18 mai 1984 à Villecresnes, est une tumbleuse française.
Elle est médaillée de bronze dans l'épreuve féminine de tumbling par équipe avec Emeline Millory et Marion Limbach aux Championnats du monde 2003 à Hanovre, aux Championnats du monde 2005 à Eindhoven avec Emeline Millory, Marion Limbach et Elisa Faure ainsi qu'aux Championnats d'Europe de 2004 avec Emeline Millory, Marion Limbach et Claire Bredillet et aux Championnats d'Europe de 2006 avec Mélanie Avisse, Elisa Faure et Marion Limbach.